# Мамченко, Виктор Андреевич
Ви́ктор Андре́евич Ма́мченко (1901, Николаев — 11 декабря 1982, Шелль, под Парижем) — русский поэт «первой волны» эмиграции, участник ряда литературных объединений. В стихах скрещивается влияние эстетики «парижской ноты» и авангардистской поэтики.
Служил на флоте. Эмигрировал в 1920 г. из Севастополя в Тунис. С 1923 г. во Франции, учился на филологическом факультета Сорбонны (не окончил из-за недостатка средств). Один из организаторов Союза молодых поэтов и писателей (1925), участник объединения «Круг». Был близок также к кругу З. Гиппиус. Первый поэтический сборник — «Тяжёлые птицы» (1936). После второй мировой войны опубликовал ещё несколько книг стихов; итоговой является «Сон в холодном доме» (Париж, 1975). Последние годы тяжело болел (после перенесённого в 1967 г. инсульта).
Стихи В. Мамченко включались в большинство антологий поэзии русского зарубежья.